# Kapokboom
De kapokboom (Ceiba pentandra) is een tropische boomsoort. Hij komt van nature voor in Zuid-Amerika, Centraal-Amerika, het Caribisch Gebied en tropisch West-Afrika.

## Kenmerken
De kapokboom wordt meer dan 70 m hoog en heeft een vrij dikke, flesvormige stam. Hij heeft samengestelde, palmachtige bladeren met vijf tot negen blaadjes.
De takken van de kapokboom staan loodrecht op de stam. Uit de eironde vruchten steekt een plukje witte watten: de kapok. Het zaadpluis wordt gevormd door de zachte vezels, die bestaan uit de haren op de zaden. Het zaadpluis wordt onder meer gebruikt als vulling voor kussens en vesten. Sinds de twintigste eeuw wordt voor die toepassing steeds vaker synthetisch materiaal gebruikt.

## Volkscultuur
De kapokboom is in Suriname bekend als kankantri(e) en heeft van oudsher een belangrijke plaats in de met name Afro-Surinaamse volkscultuur en religieuze praxis. Zo speelt de kankantri een rol in veel Anansitori, verhalen over de spin Anansi.

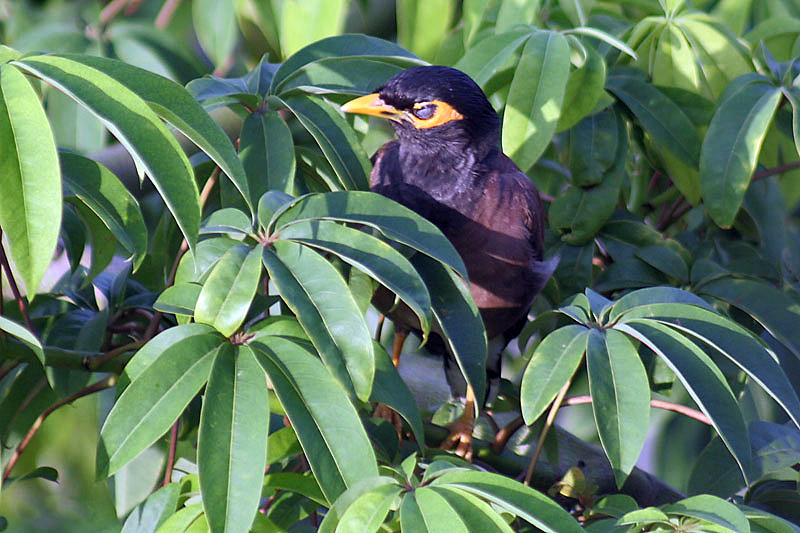
Bladeren
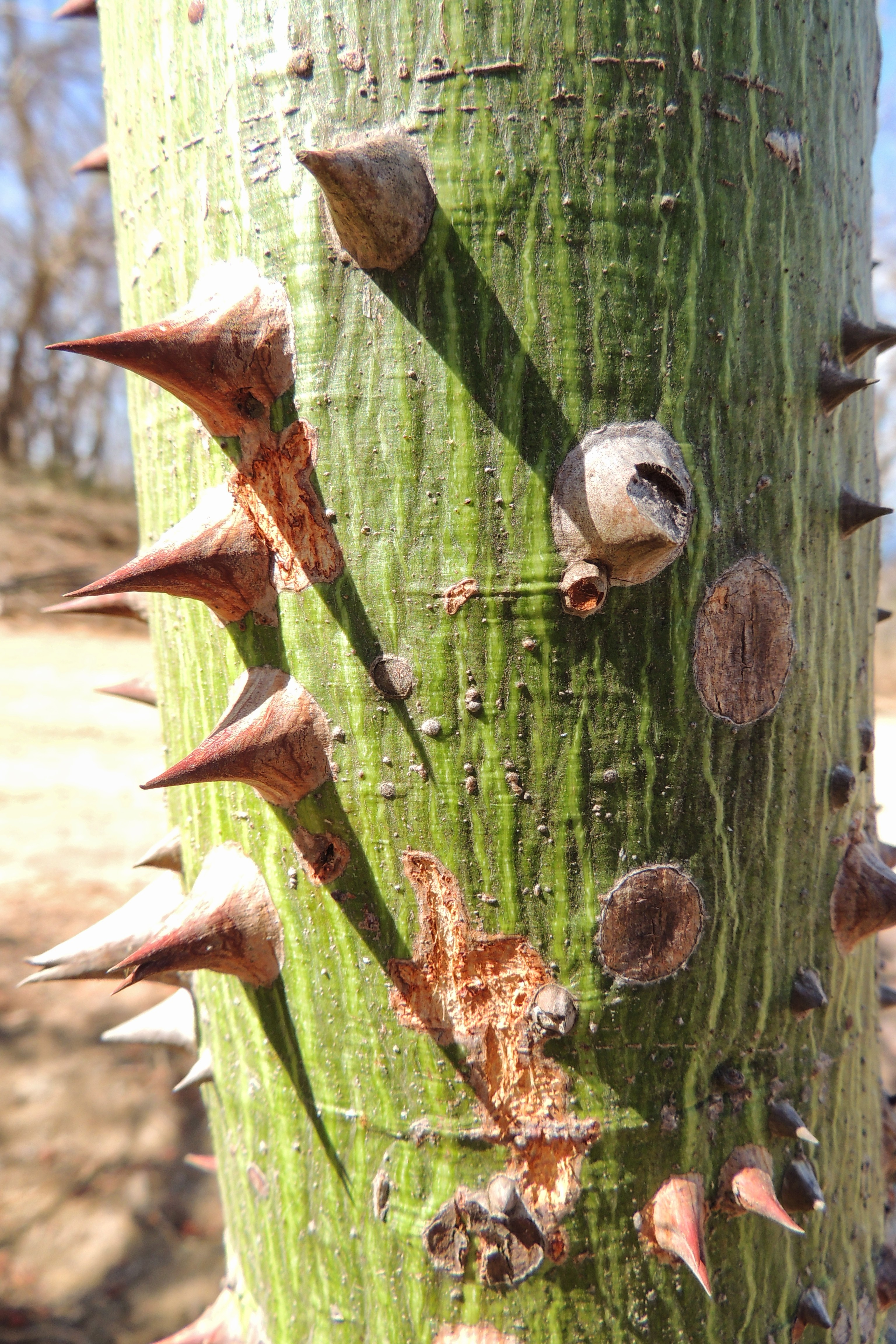
Jonge boom
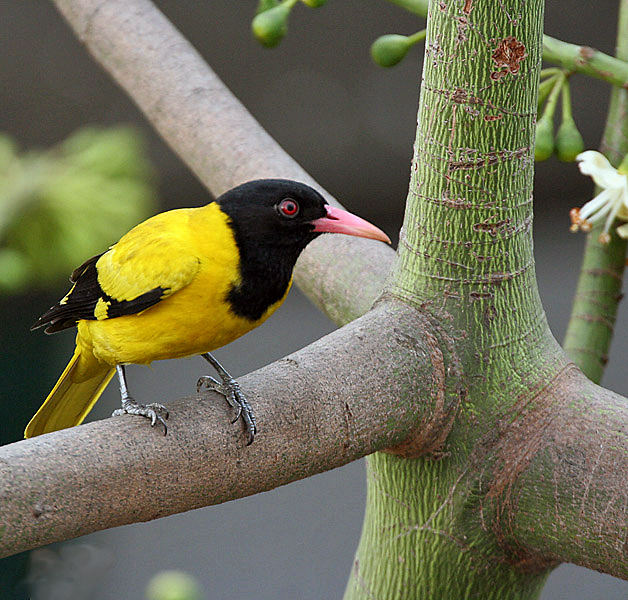
Bast
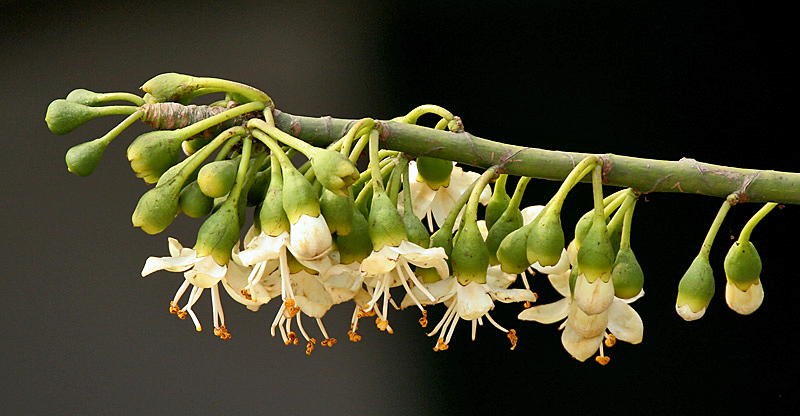
Bloemen
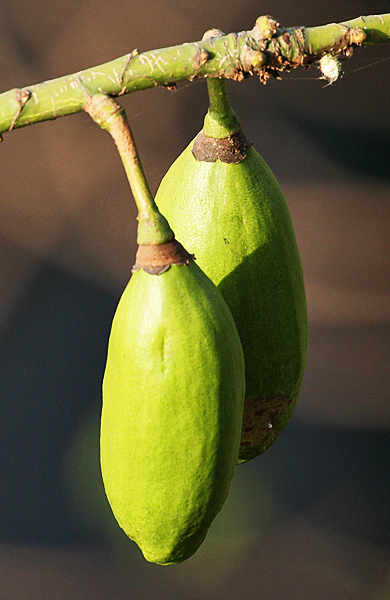
Vruchten
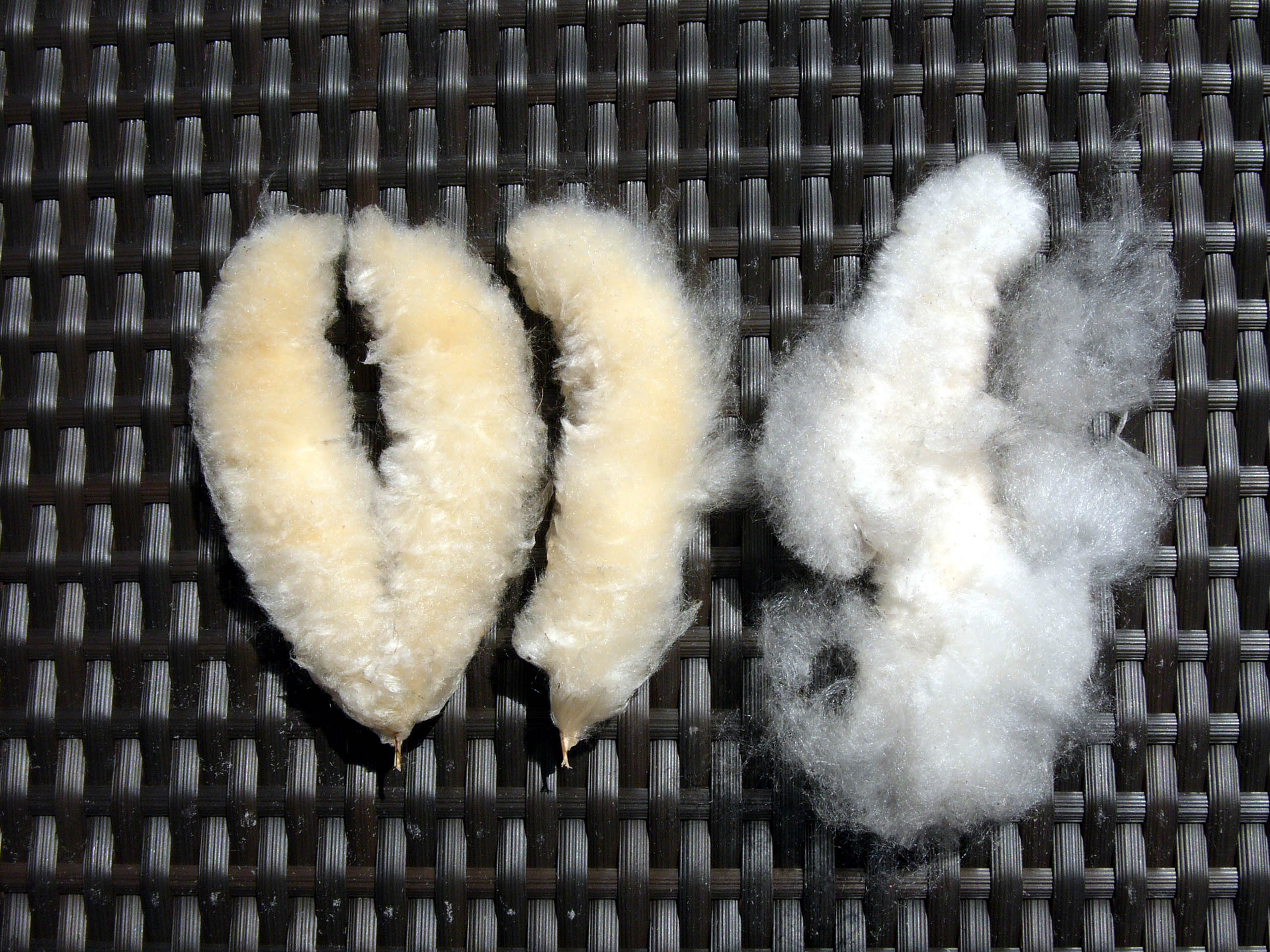
Kapok